# June Christy
June Christy, nata Shirley Luster (Springfield, 20 novembre 1925 – Sherman Oaks, 21 giugno 1990), è stata una cantante statunitense.

## Discografia parziale
- 1954 - Something Cool (10")
- 1955 - Duet
- 1956 - The Misty Miss Christy
- 1957 - Fair and Warmer!
- 1957 - Gone for the Day
- 1958 - The Song Is June!
- 1959 - Recalls Those Kenton Days
- 1959 - Ballads for Night People
- 1960 - The Cool School
- 1960 - Off-Beat
- 1961 - Do-Re-Mi
- 1961 - This Time of Year
- 1962 - Big Band Specials
- 1963 - The Intimate Miss Christy
- 1965 - Something Broadway, Something Latin